# یولاندا بالاش
یولاندا بالاش (مجاری: Balázs Jolán; زاده ۱۲ دسامبر ۱۹۳۶ – درگذشته ۱۱ مارس ۲۰۱۶) یک ورزشکار اهل رومانی بود.
وی در مسابقات کشوری و بین‌المللی در مجموع برندهٔ ۶ مدال طلا و ۱ مدال نقره شده‌است.